# Копривлен
Копри́влен (болг. Копривлен) — село в Благоєвградській області Болгарії. Входить до складу громади Хаджидимово.

## Населення
За даними перепису населення 2011 року у селі проживали 1344 особи.
Національний склад населення села:
| Національність   | Кількість осіб | Відсоток |
| ---------------- | -------------- | -------- |
| болгари          | 1245           | 96,4%    |
| турки            | 0              | 0%       |
| цигани           | 0              | 0%       |
| інша             | 44             | 3,4%     |
| не визначились   | 3              | 0,2%     |
| Всього відповіли | 1292           |          |

Розподіл населення за віком у 2011 році:
Динаміка населення: